# Мейнард (Айова)
Мейнард (англ. Maynard) — місто (англ. city) в США, в окрузі Фаєтт штату Айова. Населення — 476 осіб (2020).

## Географія
Мейнард розташований за координатами 42°46′27″ пн. ш. 91°52′41″ зх. д. / 42.77417° пн. ш. 91.87806° зх. д. (42.774088, -91.878013).  За даними Бюро перепису населення США в 2010 році місто мало площу 2,63 км², з яких 2,57 км² — суходіл та 0,07 км² — водойми.

## Демографія
Згідно з переписом 2010 року, у місті мешкало 518 осіб у 228 домогосподарствах у складі 141 родини. Густота населення становила 197 осіб/км².  Було 239 помешкань (91/км²).
Расовий склад населення:
| - 98,6 % — білих - 0,2 % — чорних або афроамериканців |

До двох чи більше рас належало 0,4 %. Частка іспаномовних становила 2,5 % від усіх жителів.
За віковим діапазоном населення розподілялося таким чином: 24,1 % — особи молодші 18 років, 58,7 % — особи у віці 18—64 років, 17,2 % — особи у віці 65 років та старші. Медіана віку мешканця становила 42,8 року. На 100 осіб жіночої статі у місті припадало 102,3 чоловіків;  на 100 жінок у віці від 18 років та старших — 100,5 чоловіків також старших 18 років.
Середній дохід на одне домашнє господарство  становив 52 246 доларів США (медіана — 44 000), а середній дохід на одну сім'ю — 64 829 доларів (медіана — 59 375). Медіана доходів становила 47 188 доларів для чоловіків та 37 273 долари для жінок. За межею бідності перебувало 8,6 % осіб, у тому числі 3,5 % дітей у віці до 18 років та 9,7 % осіб у віці 65 років та старших.
Цивільне працевлаштоване населення становило 260 осіб. Основні галузі зайнятості: освіта, охорона здоров'я та соціальна допомога — 32,3 %, виробництво — 13,5 %, будівництво — 13,5 %.